# Костел і монастир кармелітів (Кам'янець-Подільський)
Костел і монастир кармелітів (Кам'янець-Подільський) — втрачені сакральні споруди міста.

## Короткі відомості
Кармеліти босі прийшли в Кам'янець 1623 р., того року був заснований монастир кармелітів шляхтянкою Катажиною Цеклінською. Спочатку монастир розташовувався у верхній частині нинішнього Старого бульвару. Збудований монахами костел, який був «підупалим», реставрували коштом Станіслава «Ревери» Потоцького.
Монастир був розібраний під час турецького перебування (1672—1699), перебудований під укріплення, які мали захищати замковий міст (розібрали споруди кляштору і збудували на їх місці передмостне укріплення).
Після вигнання турків у 1699 р. монастир було відновлено на новому місці, збудували дерев'яний костел.
Новий кам'яний костел збудовано за участі архітектора Ріппе в 1717—1750 рр. За люстрацією 22 березня 1734 р. було два будинки оо. кармелітів на центральній площі міста та «бровар» в долині річки Смотрича.
1867 р. монастир був закритий. З 1878 р. перебудований під Соборну церкву Казанської божої матері.

## Усипальниця
У криптах костелу й монастиря були поховані:
- брацлавський воєвода Пйотр Потоцький[3]
- кам'янецький підкоморій Марцін (Францішек) Боґуш[4]